# CDex
CDex — программа, которая записывает аудиодорожки компакт-дисков в виде WAV-файлов или сжатых звуковых файлов.
В состав программы входит MP3-декодер (на базе MPEG 1/2/3) и кодировщик LAME.
Имеется встроенная поддержка файлов Ogg Vorbis.
Последняя версия обладает улучшенной поддержкой USB-приводов с использованием библиотек Native NT SCSI Library.
Программа с версии 1.70b4 русифицирована и распространяется бесплатно как открытое программное обеспечение.
Версия программы 1.70b4 требует обязательного наличия библиотеки компонентов Microsoft Visual C++ 2005.